# Дионисије Радоњешки
Дионисије Радоњешки (рођ. Давид Федорович Зобниновски, око 1570, Ржев - око 5 (15) маја 1633, Тројице-Сергијева лавра  - архимандрит Тројице-Сергијеве лавре, свете Руске православне цркве, поштоване као светитељ.
Православна црква га помиње 12 (22) мај, као и у Сабору Тверских, Радоњешких и Московских светитеља (прославе установљене 1979, 1981. и 2001. године).

## Биографија
Рођен у градској породици. На крштењу је добио име Давид (у част Давида Солунског). Када је дете било 5 или 6 година, његови родитељи су се преселили у Старицу, где је његов отац постао старешина Јамске Слободе. У то време Давида су дали да га васпитавају локални свештеници: Гуриј Ржевитин и Герман Тулупов.
По пунолетству, на инсистирање родитеља, оженио се женом по имену Васа, која му је родила два сина - Василија и Козму. У то време постао је свештеник у цркви Богојављења, која се налази у једном од имања манастира Светог Успења у Старици. После смрти супруге и оба сина (око 1601-1602[) пострижен је под именом Дионисије у истом манастиру, где убрзо постаје благајник, а средином 1605. или августа 1607. године - архимандрит.
У време Дионисијевог игуманства, свргнути патријарх Јов је доведен у Светоуспенски манастир. Супротно наређењу Лажног Дмитрија, Дионисије је Јова топло дочекао, а када је умро јуна 1607. године, архимандрит је на његовом гробу подигао камени надгробни споменик.
У фебруару 1610. Дионисије је постављен за архимандрита Тројице-Сергијевог манастира, чију су опсаду укинуле мало пре времена које су описале трупе Михаила Скопина-Шујског и Јакова Делагардија. Одмах по уздизању у чин, почео је активно да промовише отварање болница, као и „дворишта и приватних кућа за странце“. Упоредо са тим, Дионисије и Аврам Палицин писали су и слали писма „узмућеним градовима”, позивајући на уједињење за борбу против непријатеља и пружање све могуће подршке Првој милицији. До данас су сачувани спискови три такве повеље: од јуна 1611, од октобра 1611 и од априла 1612.
14 (24) августа 1612. године архимандрит је у манастиру примио другу милицију у походу ка Москви и благословио ратнике за ослобођење престонице, говорећи: „Бог је с вама и велики чудотворац Сергеј ће вам помоћи да стојите и пострада за праву, за веру православну хришћанску.“ Како напомиње аутор „Новог летописа”, опроштајне речи архимандрита Дионисија умногоме су допринеле подизању морала милиције.
Отприлике у исто време појавила се анонимна „Порука гувернерима кнезу Димитрију Трубецком и кнезу Димитрију Пожарском“, која, према савременим истраживачима, припада Дионисијевом перу. Развијајући идеју о потреби уједињења милиција, аутор је такође расправљао о значењу заповести љубави према хришћанину и о томе како треба да се понашају истинске вође народа, који не желе да униште земљу и изазову гнев Божији.
У новембру 1612. године, приликом ослобођења Москве, Дионисије је одслужио молебан у Лобном месту пред уједињеном руском војском Прве и Друге милиције која је ушла у престоницу.
Дионисије је 26. априла (6. маја) 1613. примио у Тројице-Сергијевом манастиру Михаила Федоровича, који је путовао у Москву, а 11. (21.) јула 1613. учествовао је у његовом крунисању.
Дионисије је 8 (18) новембра 1616. године примио писмо од Михаила Федоровича, где је цар наложио архимандриту да почне са исправљањем Требника, укључивши у овај посао оне старешине који „заиста и похвално познају књижевно учење и знају да читају. и писати.“. Било је потребно не само извршити исправке, већ и ажурирати састав књиге, пошто је накнадно требало да буде објављена. Заједно са старцима Арсенијем Глухимом, Антонијем Криловим и Јованом Наседком, архимандрит је исправио и знатно проширио текст Требника у поређењу са последњим издањем, објављеним 1602. године. Осим тога, учени монаси су исправљали и текстове других богослужбених књига – Бојеног Триода, Октоиха и Општег минијаона.
До маја 1618. посао је завршен, након чега су, у складу са упутствима краљевског указа, инспектори морали да саставе „изговор“ и предају га налогу Великог двора. Ову мисију је преузео архимандрит Дионисије. Обавестивши представнике световних власти, отишао је до чувара патријаршијског престола, митрополита Јоне, да га упозна са резултатима рада. Текстови које је изнео архимандрит поднети су на разматрање Црквеном сабору, који је почео са радом 4 (14. јула) 1618. године. Истог дана, група монаха Тројице-Сергијевог манастира, коју су чинили регистрант Филарет, старешина Лонгин и сакристан Маркел (К. Олчин), којима су се придружили старац Доротеј из Новоспаског манастира и архимандрит Аврам из манастира Чудов. Монаси су упутили неколико „говора“ митрополиту Јони, где су оптужили Дионисија да је „по својој вољи на том месту изстругао, исекао и писао“.
После дугих и упорних спорова, инспектори су осуђени. Сабор их је 18. (28.) јула 1618. осудио због тога што су „у књигама рекли име Свете Тројице да морају и не исповедају Духа Светога, као да је огањ“. Прва од ових оптужби односила се на исправку завршних доксологија у молитвама (референтни службеници су уклонили помињање других Лица Свете Тројице из обраћања Богу Оцу или Богу Сину). Друга оптужба је имала у виду промену у тексту молитве прочитане уочи Богојављења, где из молбе: „Ти сам и сада, Владико, освети воду Духом Твојим Светим и огњем“ – „и огњем“ је уклоњен.
Дионисије и Јован Кокош су изгубили право да врше богослужења, а старци Арсеније и Антоније су лишени свете тајне. У року од четири дана након пресуде, Дионисије је доведен у Патријаршијски суд и у двориште митрополита Јоне, где је претучен и тражено му је да плати казну од пет стотина рубаља. Пошто је Дионисије одбио да плати потребну суму приведен је, а потом „послат на понизност“ у Новоспаски манастир.
Априла 1619. у Москву је дошао јерусалимски патријарх Теофан IV, а у јуну исте године патријарх Филарет се вратио из пољског заточеништва. Недељу дана након његовог уздизања на патријаршијски трон, сазван је Сабор за разматрање случаја архимандрита Дионисија. Рад Савета завршен је потпуним ослобађањем Тројичког ректора и његових колега. Убрзо после тога Арсеније Глухој и Антоније (Крилов) постали су испитивачи Московске штампарије, Јован Наседка је постао свештеник Благовештенског сабора, а Дионисије се вратио у Тројице-Сергијев манастир. Поред тога, патријарх Филарет је прихватио скоро све исправке у завршним доксологијама молитава, као и избацивање речи „и огњем“ из текста молитве прочитане уочи Богојављења: 9 (19) децембра , 1625. године, наложио је игуману Антоније-Сијског манастира Јони да својом руком дода последњу из поменутих прилагођавања свим богослужбеним књигама које му стоје на располагању и да обезбеди да од јануара свештенство „благосиља воду на Богојављење г. светиње по овом нашем указу без изговора „огња““.
Почетком 1620-их, Тројички архимандрит се показао као инспиратор многих градитељских и градитељских делатности, „подижући нове цркве, обнављајући друге после разарања“. Конкретно, 1621. године, у близини трпезарије Тројице-Сергијевог манастира, подигнута је камена црква у име Светог Михаила Малеина, небеског заштитника цара Михаила Федоровича. Године 1622. црква над гробом Светог Никона је демонтирана, а затим поново подигнута, освећена 21. септембра 1624. године. Приликом оснивања цркава и храмова, архимандрит Дионисије се старао и о њиховом снабдевању утвари: „Књиге и кадионице, и крстови, сасуди, патрахели, одежде, покривке и друга црквена утвари грађене су и поклањане у цркви. Али је у свом резервату држала и много прибора за украшавање за црквене потребе“. Велики број таквих предмета монах је набавио о свом трошку. Неколико година раније, 15. (25.) децембра 1619. године, Дионисије је у селу Деулину освештао цркву Спаса Нерукотворену, која је подигнута по наредби Михаила Федоровича у знак сећања на мировни уговор закључен у овом месту између Русија и Пољско-литванска држава.
Још један велики подухват предузет за живота Дионисија повезан је са именом његовог учитеља Германа Тулупова. Он је 1 (11) марта 1626. године, постигавши монашки постриг у Тројице-Сергијевом манастиру, у име архимандрита саставио Чети-Минеју (1627-1632), Зборник житија руских светитеља (1633) , као и збирка која садржи житије светих Сергија и Никона Радоњешког и њихове службе (око 1630). Последњи од наведених рукописа садржи исправке Дионисијеве руке.
Почетком маја 1633. архимандрит је преминуо. Његови посмртни остаци, по наређењу патријарха Филарета, донети су у Москву у цркву Богојављења иза Ветошног реда, где је обављен парастос. Тело архимандрита је 10 (20) маја 1633. године сахрањено у Тројице-Сергијевом манастиру код југозападног припрата Тројичког саборног храма. Тренутно се мошти светитеља налазе у Серапијском шатору истог саборног храма.